# Pachydactylus amoenus
Pachydactylus amoenus es una especie de saurópsido escamoso del género Pachydactylus, familia Gekkonidae. Fue descrita científicamente por Werner en 1910.
Habita en Sudáfrica.